# Campionati mondiali di canoa/kayak 1987
I 21esimi Campionati mondiali di canoa/kayak si sono svolti a Duisburg (Germania) nel 1987.

## Medagliere
| Pos. | Paese            | Oro | Argento | Bronzo | Totale |
| ---- | ---------------- | --- | ------- | ------ | ------ |
| 1    | Germania Est     | 5   | 1       | 2      | 8      |
| 2    | Ungheria         | 2   | 5       | 2      | 9      |
| 3    | Unione Sovietica | 2   | 1       | 4      | 7      |
| 4    | Nuova Zelanda    | 2   | 1       | 0      | 3      |
| 5    | Stati Uniti      | 2   | 0       | 0      | 2      |
| 6    | Polonia          | 1   | 3       | 0      | 4      |
| 7    | Danimarca        | 1   | 1       | 0      | 2      |
| 7    | Francia          | 1   | 1       | 0      | 2      |
| 9    | Norvegia         | 1   | 0       | 2      | 3      |
| 10   | Jugoslavia       | 1   | 0       | 0      | 1      |
| 11   | Cecoslovacchia   | 0   | 2       | 2      | 4      |
| 12   | Svezia           | 0   | 1       | 2      | 3      |
| 13   | Bulgaria         | 0   | 1       | 1      | 2      |
| 14   | Paesi Bassi      | 0   | 1       | 0      | 1      |
| 15   | Germania Ovest   | 0   | 0       | 2      | 2      |
| 16   | Gran Bretagna    | 0   | 0       | 1      | 1      |

## Medaglie Canoa

### C1 500m
| Posizione | Atleta         | Paese          | Tempo |
| --------- | -------------- | -------------- | ----- |
|           | Olaf Heukrodt  | Germania Est   |       |
|           | Petr Prochazka | Cecoslovacchia |       |
|           | Attila Szabó   | Ungheria       |       |

### C1 1000m
| Posizione | Atleta            | Paese            | Tempo |
| --------- | ----------------- | ---------------- | ----- |
|           | Olaf Heukrodt     | Germania Est     |       |
|           | Martin Marinov    | Bulgaria         |       |
|           | Ivans Klementjevs | Unione Sovietica |       |

### C1 10000m
| Posizione | Atleta              | Paese            | Tempo |
| --------- | ------------------- | ---------------- | ----- |
|           | Ivan Sabjan         | Jugoslavia       |       |
|           | Zsolt Bohács        | Ungheria         |       |
|           | Takhir Kamaletdinov | Unione Sovietica |       |

### C2 500m
| Posizione | Atleta                       | Paese            | Tempo |
| --------- | ---------------------------- | ---------------- | ----- |
|           | Marek Dopierała Marek Łbik   | Polonia          |       |
|           | Yuri Gurin Valeriy Veshko    | Unione Sovietica |       |
|           | Alan Lohnisky Petr Prochazka | Cecoslovacchia   |       |

### C2 1000m
| Posizione | Atleta                     | Paese            | Tempo |
| --------- | -------------------------- | ---------------- | ----- |
|           | Yuri Gurin Valeriy Veshko  | Unione Sovietica |       |
|           | Marek Dopierała Marek Łbik | Polonia          |       |
|           | Ulrich Papke Ingo Spelly   | Germania Est     |       |

### C2 10000m
| Posizione | Atleta                              | Paese       | Tempo |
| --------- | ----------------------------------- | ----------- | ----- |
|           | Christian Frederiksen Arne Nielsson | Danimarca   |       |
|           | Pal Petervari Robert Rideg          | Ungheria    |       |
|           | Andrew Train Stephen Train          | Regno Unito |       |

## Medaglie Kayak

### K1 500m
| Posizione | Atleta         | Paese          | Tempo |
| --------- | -------------- | -------------- | ----- |
|           | Paul MacDonald | Nuova Zelanda  |       |
|           | Andreas Stahle | Germania Est   |       |
|           | Attila Szabó   | Cecoslovacchia |       |

| Posizione | Atleta            | Paese        | Tempo |
| --------- | ----------------- | ------------ | ----- |
|           | Birgit Fischer    | Germania Est |       |
|           | Izabella Dylewska | Polonia      |       |
|           | Agneta Andersson  | Svezia       |       |

### K1 1000m
| Posizione | Atleta         | Paese       | Tempo |
| --------- | -------------- | ----------- | ----- |
|           | Greg Barton    | Stati Uniti |       |
|           | Zsolt Gyulai   | Ungheria    |       |
|           | Morten Ivarsen | Norvegia    |       |

### K1 10000m
| Posizione | Atleta          | Paese          | Tempo |
| --------- | --------------- | -------------- | ----- |
|           | Greg Barton     | Stati Uniti    |       |
|           | Attila Szabó    | Cecoslovacchia |       |
|           | Einar Rasmussen | Norvegia       |       |

### K2 500m
| Posizione | Atleta                            | Paese         | Tempo |
| --------- | --------------------------------- | ------------- | ----- |
|           | Ferenc Csipes László Fidel        | Ungheria      |       |
|           | Ian Ferguson Paul MacDonald       | Nuova Zelanda |       |
|           | Per-Inge Bengtsson Karl Sundqvist | Svezia        |       |

| Posizione | Atleta                         | Paese        | Tempo |
| --------- | ------------------------------ | ------------ | ----- |
|           | Birgit Fischer Anke Nothnagel  | Germania Est |       |
|           | Annemarie Cox Annemarie Derckx | Paesi Bassi  |       |
|           | Ivanka Muerova Ognjana Petrova | Bulgaria     |       |

### K2 1000m
| Posizione | Atleta                            | Paese         | Tempo |
| --------- | --------------------------------- | ------------- | ----- |
|           | Ian Ferguson Paul MacDonald       | Nuova Zelanda |       |
|           | Philippe Boccara Pascal Boucherit | Francia       |       |
|           | Thomas Gahme Thomas Vaske         | Germania Est  |       |

### K2 10000m
| Posizione | Atleta                            | Paese     | Tempo |
| --------- | --------------------------------- | --------- | ----- |
|           | Philippe Boccara Pascal Boucherit | Francia   |       |
|           | Lars Koch Thor Nielsen            | Danimarca |       |
|           | Ferenc Csipes Sándor Hódosi       | Ungheria  |       |

### K4 500m
| Posizione | Atleta                                                                        | Paese            | Tempo |
| --------- | ----------------------------------------------------------------------------- | ---------------- | ----- |
|           | Viktor Denisov Sergei Kirsanov Alexander Motouzenko Arturas Veta              | Unione Sovietica |       |
|           | Robert Chwialkowski Grzegorz Krawcow Kazimierz Krzyzanski Wojciech Kurpiewski | Polonia          |       |
|           | Volker Kreutzer Thomas Pfrang Thomas Reineck Reiner Scholl                    | Germania Ovest   |       |

| Posizione | Atleta                                                                    | Paese            | Tempo |
| --------- | ------------------------------------------------------------------------- | ---------------- | ----- |
|           | Ramona Portwich Ines Rudolph Anke Nothnagel Birgit Fischer                | Germania Est     |       |
|           | Erika Géczi Katalin Povazsan Rita Kőbán Éva Rakusz                        | Ungheria         |       |
|           | Enegole Narevichut Guinara Sharafutdinova Irina Salomykova Olga Slaapnina | Unione Sovietica |       |

### K4 1000m
| Posizione | Atleta                                                             | Paese            | Tempo |
| --------- | ------------------------------------------------------------------ | ---------------- | ----- |
|           | László Fidel Ferenc Csipes Zoltá Kovács Zsolt Gyulai               | Ungheria         |       |
|           | Bengt Andersson Per-Inge Bengtsson Lars-Erik Moberg Karl Sundqvist | Svezia           |       |
|           | Viktor Denisov Sergei Kirsanov Alexander Motouzenko Arturas Veta   | Unione Sovietica |       |

### K4 10000m
| Posizione | Atleta                                                        | Paese          | Tempo |
| --------- | ------------------------------------------------------------- | -------------- | ----- |
|           | Arne Almeland Harald Amudsen Morten Ivarsen Arne Sletsjoe     | Norvegia       |       |
|           | Zoltan Berkes Zsolt Bojti Tibor Helyi Kalman Petrovics        | Ungheria       |       |
|           | Oliver Kegel Carsten Loemker Thomas Reineck Gilbert Schneider | Germania Ovest |       |